# Hutarimbaru (Huta Bargot)
Hutarimbaru is een bestuurslaag in het regentschap Mandailing Natal van de provincie Noord-Sumatra, Indonesië. Hutarimbaru telt 300 inwoners (volkstelling 2010).